# Kimberly Hill
Kimberly Hill (Portland, 30 novembre 1989) è un'ex pallavolista statunitense, di ruolo schiacciatrice.

## Carriera

### Club
La carriera di Kimberly Hill inizia a livello scolastico con la Portland Christian HS. Entra poi a far parte della squadra di pallavolo della Pepperdine, con la quale gioca per quattro stagioni nella NCAA Division I, dal 2008 al 2011, e dopo per due annate nella squadra di beach volley della sua università.
Nella stagione 2013-14 viene ingaggiata dall'Atom Trefl Sopot, squadra con cui inizia la carriera professionistica nella Liga Siatkówki Kobiet polacca. Nella stagione successiva passa all'AGIL di Novara, nella Serie A1 italiana, aggiudicandosi la Coppa Italia.
Per il campionato 2015-16 difende i colori del VakıfBank, nella Voleybol 1. Ligi turca, dove resta per due annate e con cui vince uno scudetto, venendo premiata come miglior giocatrice del torneo, la Champions League 2016-17 e il campionato mondiale per club 2017.
Ritorna in Italia nella stagione 2017-18, in Serie A1, ingaggiata dall'Imoco di Conegliano, con cui vince tre scudetti, due Supercoppe italiane, il campionato mondiale per club 2019, due Coppe Italia e la Champions League 2020-21.

### Nazionale
Viene convocata per la prima volta nel 2013 nella nazionale statunitense, vincendo la medaglia d'oro alla Coppa panamericana e al campionato nordamericano e quella d'argento alla Grand Champions Cup; proprio con la nazionale cambia ruolo, passando da centrale a schiacciatrice. Un anno dopo vince la medaglia d'oro al campionato mondiale 2014, ricevendo anche i premi di MVP e miglior schiacciatrice della competizione.
In seguito conquista la medaglia d'oro al World Grand Prix 2015 e quella di bronzo alla Coppa del Mondo 2015, mentre nel biennio seguente si aggiudica la medaglia d'argento al World Grand Prix 2016, quella di bronzo ai Giochi della XXXI Olimpiade e il bronzo alla Grand Champions Cup 2017. Vince poi l'oro alla Volleyball Nations League 2018 e un anno dopo due argenti alla Coppa del Mondo e al campionato nordamericano, dove viene premiata come miglior schiacciatrice.
Nel 2021 conquista la medaglia d'oro alla Volleyball Nations League e ai Giochi della XXXII Olimpiade di Tokyo.

## Palmarès

### Club
- Campionato turco: 1

2015-16
- Campionato italiano: 3

2017-18, 2018-19, 2020-21
- Coppa Italia: 3

2014-15, 2019-20, 2020-21
- Supercoppa italiana: 3

2018, 2019, 2020
- Campionato mondiale per club: 2

2017, 2019
- Champions League: 2

2016-17, 2020-21

### Nazionale (competizioni minori)
- Coppa panamericana 2013
- Montreux Volley Masters 2014

### Premi individuali
- 2011 - All-America First Team
- 2014 - Campionato mondiale: MVP
- 2014 - Campionato mondiale: Miglior schiacciatrice
- 2016 - Champions League: Miglior schiacciatrice
- 2016 - Voleybol 1. Ligi: MVP
- 2016 - World Grand Prix: Miglior schiacciatrice
- 2017 - Champions League: Miglior schiacciatrice
- 2018 - Champions League: Miglior schiacciatrice
- 2019 - Campionato nordamericano: Miglior schiacciatrice
- 2019 - Campionato mondiale per club: Miglior schiacciatrice